# Synagoga w Raciborzu
Synagoga w Raciborzu – prawdopodobnie w Raciborzu istniały trzy synagogi, lecz żadna z nich nie przetrwała do dzisiaj. Pierwsza, według podań ludowych znajdowała się na miejscu obecnego kościoła św. Mikołaja, druga przy ul. Sukienniczej, obecnie róg ul. Solnej i Leczniczej, a ostatnia, rozebrana w latach pięćdziesiątych przy Szewskiej.

## Historia
W 1495 roku ludność żydowska posiadała już synagogę, która mieściła się przy ul. Sukienniczej, obecnie róg ul. Solnej i Leczniczej. Jednak stracili ją wraz z przymusem opuszczenia miasta 1 marca 1510 roku.
W 1825 roku gmina żydowska zakupiła ona za 1650 talarów działkę przy obecnej ulicy Szewskiej pod przyszłą synagogę. Jej budowa trwała dwa lata i zakończyła się w 1830 roku. Budynek synagogi został wybudowany w stylu klasycystycznym oraz posiadał odrębne miejsca dla kobiet i mężczyzn, a jego największą ozdobą była sprowadzona z Barcelony menora.
W 1887 roku, wskutek powiększania się liczby członków gminy żydowskiej w miejscu dotychczasowej synagogi rozpoczęto budowę nowej, a prace zakończono w 1889 roku. Efektem prac była nowa większa synagoga wybudowana w imponującym stylu mauretańskim.
Synagoga do lat 50 XX wieku istniała, przetrwała pożar podczas Nocy Kryształowej w 1938 roku oraz II wojnę światową. Została rozebrana po wojnie z polecenia władz PRL-u w 1958 roku. Synagoga znajdowała się na ulicy Szewskiej, a obecnie na miejscu synagogi znajduje się skwer.